# Moondance
| Retrospective reviews         | Retrospective reviews |
| Оценки критиков               | Оценки критиков       |
| Источник                      | Оценка                |
| ----------------------------- | --------------------- |
| AllMusic                      | [ 1 ]                 |
| Christgau's Record Guide      | A+                    |
| Encyclopedia of Popular Music | [ 3 ]                 |
| MusicHound                    | 5/5                   |
| The Rolling Stone Album Guide | [ 5 ]                 |
| Sputnikmusic                  | 4.5/5                 |

Moondance — третий студийный альбом Вана Моррисона. Вышел в 1970 году на лейбле Warner Bros. Records.
В 2003 году журнал Rolling Stone поместил альбом Moondance на 65 место своего списка «500 величайших альбомов всех времён». В списке 2012 года альбом находится на 66 месте.

## Список композиций
Слова и музыка всех песен — Вана Моррисона.
| №  | Название           | Длительность |
| -- | ------------------ | ------------ |
| 1. | «And It Stoned Me» | 4:30         |
| 2. | «Moondance»        | 4:35         |
| 3. | «Crazy Love»       | 2:34         |
| 4. | «Caravan»          | 4:57         |
| 5. | «Into the Mystic»  | 3:25         |

| №   | Название              | Длительность |
| --- | --------------------- | ------------ |
| 6.  | «Come Running»        | 2:30         |
| 7.  | «These Dreams of You» | 3:50         |
| 8.  | «Brand New Day»       | 5:09         |
| 9.  | «Everyone»            | 3:31         |
| 10. | «Glad Tidings»        | 3:42         |

## Чарты
| Чарт (1970)                  | Наив. поз. |
| ---------------------------- | ---------- |
| США (Billboard 200)          | 29         |
| Великобритания               | 32         |
| Нидерланды                   | 9          |
| Германия (GfK Entertainment) | 56         |
| Италия                       | 42         |
| Новая Зеландия               | 36         |
| Норвегия                     | 19         |

## Сертификации
}
| Регион | Сертификация  | Продажи    |
| --- | ------------- | ---------- |
| Великобритания (BPI) | Платиновый    | 300 000    |
| США (RIAA) | 3× Платиновый | 3 000 000^ |
| * Данные о продажах приведены только на основе сертификации. ^ Данные о тиражах приведены только на основе сертификации. |               |            |